# Hincăuți
Hincăuți è un comune della Moldavia situato nel distretto di Edineț di 1.669 abitanti al censimento del 2004

## Località
Il comune è formato dall'insieme delle seguenti località (Popolazione 2004):
- Hincăuți (1.122 abitanti)
- Clișcăuți (204 abitanti)
- Poiana (343 abitanti)